# Mississippi Possum Hunters
Die Mississippi Possum Hunters waren eine US-amerikanische Old-Time-Band aus dem Carroll County, Mississippi.

## Geschichte
Mandolinist und Fiddler Lonnie Ellis stammte ursprünglich aus der kleinen Stadt Friendship, Mississippi, die ungefähr 20 Meilen östlich von Winona liegt. Ellis‘ Vater war ebenfalls Fiddler und Longs Bruder Homer nahm zusammen mit dem Duo Milner and Curtis für Vocalion Records auf.
Am 28. Mai 1930 nahm die Gruppe im Ellis Auditorium in Memphis, Tennessee, vier Stücke für Victor Records auf, von denen alle veröffentlicht wurden. Diese vier Stücke waren jedoch deutlich unterschiedlicher Herkunft. Während Mississippi Breakdown (vorher von den Leake County Revelers aufgenommen) und Possum on the Rail traditionelle Stücke waren, war Rufus Rastus ein 1905 erschienener populärer Song und The Last Shot Got Him ein Blues von Mississippi John Hurt. Danach folgte keine weitere Session der Mississippi Possum Hunters.
Lonnie Ellis starb um 1979.

## Diskographie
Victor 23595 wurde auch auf Bluebird Records veröffentlicht.
| Jahr           | Titel                                       | #     | Anmerkungen |
| -------------- | ------------------------------------------- | ----- | ----------- |
| Victor Records |                                             |       |             |
| 1930           | Mississippi Breakdown / ‘Possum on the Rail | 23595 |             |
| 1930           | The Last Shot Got Him / Rufus Rastus        | 23644 |             |